# Кінетичний гістерезис змочування
Кінети́чний гістере́зис змо́чування (рос. кинетический гистерезис смачивания; англ. Kinetic wettabily hysteresis; нім. Kinetische Benetzungshysterese f) — зміна кута змочування під час руху по твердій поверхні трифазного змочування периметру.

## Кінетичний гістерезис змочування у нафтовидобутку
Гістерезис залежить від напрямку руху периметра змочування, тобто від того, чи проходить витіснення з твердої поверхні води нафтою чи нафти водою.
Кут, який утворюється під час витіснення нафти водою ({\displaystyle \Theta _{2,1}}), прийнято називати наступаючим, а кут, який утворюється під час витіснення води нафтою ({\displaystyle \Theta _{1,2}}), відступаючим. При цьому відступаючий {\displaystyle \Theta _{1,2}}, наступаючий {\displaystyle \Theta _{2,1}} і статичний {\displaystyle \Theta } кути завжди знаходяться в такому співвід-ношенні: {\displaystyle \Theta _{2,1}>\Theta >\Theta _{1,2}}. Гістерезис змочування залежить від швидкості переміщення трифазної межі поділу фаз по твердій поверхні, а також від адсорбції на ній речовин і шорсткості твердого тіла. Зі збільшенням швидкості витіснення нафти водою з капілярних каналів пористого середовища внаслідок гістерезису наступаючий кут змочування зростає і може стати більшим 90º, якщо навіть у статичних умовах поверхня капіляра гідрофільна.